# Snowscoot

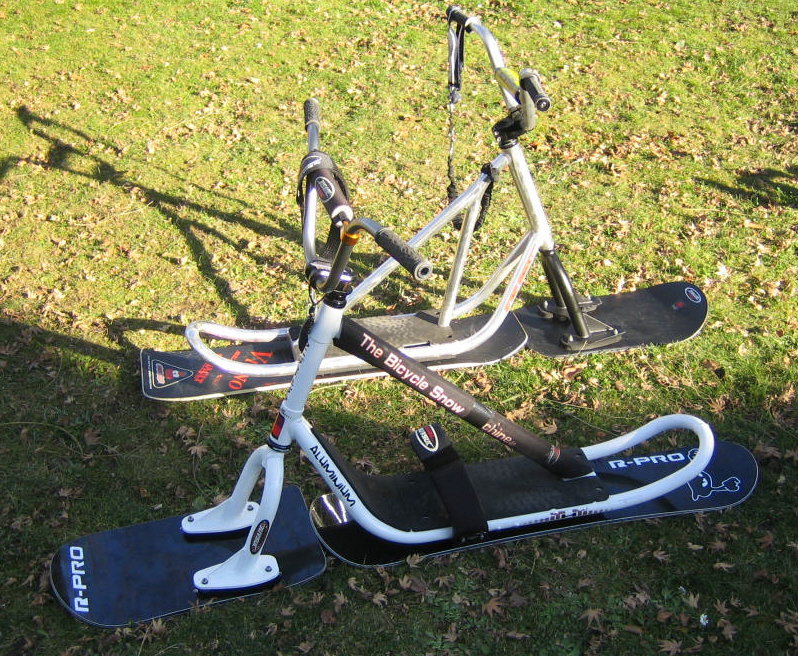
Snowscoot

 Das Snowscoot ist ein Wintersportgerät ähnlich einem Fahrrad mit Gleitflächen statt Rädern und wurde 1990 von Franck Petoud erfunden. Mit einem Snowscoot fährt man eine geneigte Schneefläche hinab, zum Beispiel eine Skipiste. Das erste Rennen wurde 1995 im französischen Avoriaz organisiert.
Ein Snowscoot ist praktisch eine Mischung aus Trottinett und Snowboard. Das Snowscoot hat also im Gegensatz zum Schneevelo keine Sitzbank. Die Gleitflächen sind an einem Rahmen aus Aluminium, Stahl oder Carbon geschraubt. Die vordere Gleitfläche, „Frontboard“ genannt, kann der als „Rider“ bezeichnete Fahrer mit dem Lenker bewegen. Das hintere Board, das „Backboard“, ist fest mit dem Hauptrahmen verbunden. Der Rider steht auf einem Trittbrett in einer Schlaufe, die er beispielsweise bei Sprüngen schnell verlassen kann. Das Snowscoot ist über eine Sicherheitsleine mit dem Rider verbunden.